# Zečevo (Pag)
Zečevo je nenaseljeni otočić u hrvatskom dijelu Jadranskog mora.
Njegova površina iznosi 0,536 km². Dužina obalne crte iznosi 3,69 km. Na otočiću se nalazi zavjetna crkva Gospe od Zečeva, gdje se prema predaji 1516. godine dogodilo ukazanje.[nedostaje izvor]